# عادل بك
عادل بك (بالإنجليزية: Adil Baig) هو سباح باكستاني، ولد في 1983.

## وصلات خارجية
- عادل بك على موقع الاتحاد الدولي للسباحة (الإنجليزية)
- عادل بك على موقع SwimRankings.net (الإنجليزية)
- عادل بك على موقع اللجنة الأولمبية الدولية (الإنجليزية)
- عادل بك على موقع أوليمبيديا (الإنجليزية)